# Ermano Batista Filho
Ermano Batista Filho (Aimorés, 21 de novembro de 1937 – Governador Valadares, 10 de julho de 2022) foi um advogado e político brasileiro do estado de Minas Gerais.

## Biografia
Ermano Batista nasceu no distrito de Expedicionário Alício, em Aimorés, porém ainda jovem mudou-se para a cidade de Mantena onde foi vereador na Câmara Municipal no período de 1963 a 1966. Foi vice-prefeito no período de 1967 a 1969, assumindo a prefeitura quando o titular renunciou, em 1969, completando o mandato em 1970. Foi eleito novamente prefeito, ficando no cargo no período de 1973 a 1977.
Em 1990 foi eleito deputado estadual em Minas Gerais, ficando na Assembleia Legislativa de Minas Gerais (ALMG) por quatro legislaturas consecutivas, da 12ª legislatura à 15ª legislatura (1991 a 2007) sendo eleito pelo Partido Liberal (PL) em suas duas primeiras eleições e pelo Partido da Social Democracia Brasileira (PSDB) nas últimas.
No governo de Aécio Neves (PSDB), Ermano Batista assumiu a Secretaria de Estado Extraordinária para o Desenvolvimento dos Vales do Jequitinhonha, Mucuri e Norte de Minas.

### Morte
Batista envolveu-se num acidente em Central de Minas, dirigindo um carro de passeio quando colidiu com um caminhão. Na ocasião, Batista foi resgatado ainda lúcido pelo Serviço de Atendimento Móvel de Urgência (SAMU) e transferido para um hospital em Governador Valadares, com fraturas e cortes na cabeça.
Após cinco dias internado, seu quadro teve uma piora e em 10 de julho de 2022, Batista veio a óbito.